# Павзаний II (Спарта)
Вижте пояснителната страница за други личности с името Павзаний.
Павзаний II (на гръцки: Παυσανίας; на латински: Pausanias) е цар на Спарта от династията Агиди през 409 пр.н.е. – 395 пр.н.е.
Той е внук на прочутия пълководец Павзаний († 467 пр.н.е.) и син на Плейстоанакт († 408 пр.н.е.). Брат е на генерал Аристодем.
По времето на изгнанието на баща му от 445 пр.н.е. до 426 пр.н.е. той, още дете, поема царското управление. Самостоятелен цар става след смъртта на баща му.
Следващият цар става Агесиполид I.
Павзаний е баща на Агесиполид I и Клеомброт I, за които след смъртта му брат му поема регентството.